# Pierre Pontard
Pierre Pontard, né le 23 septembre 1749 à Mussidan en Dordogne et mort le 22 janvier 1832 à Paris, est un évêque constitutionnel et député français sous la Révolution française. 

## Carrière politique sous la Révolution

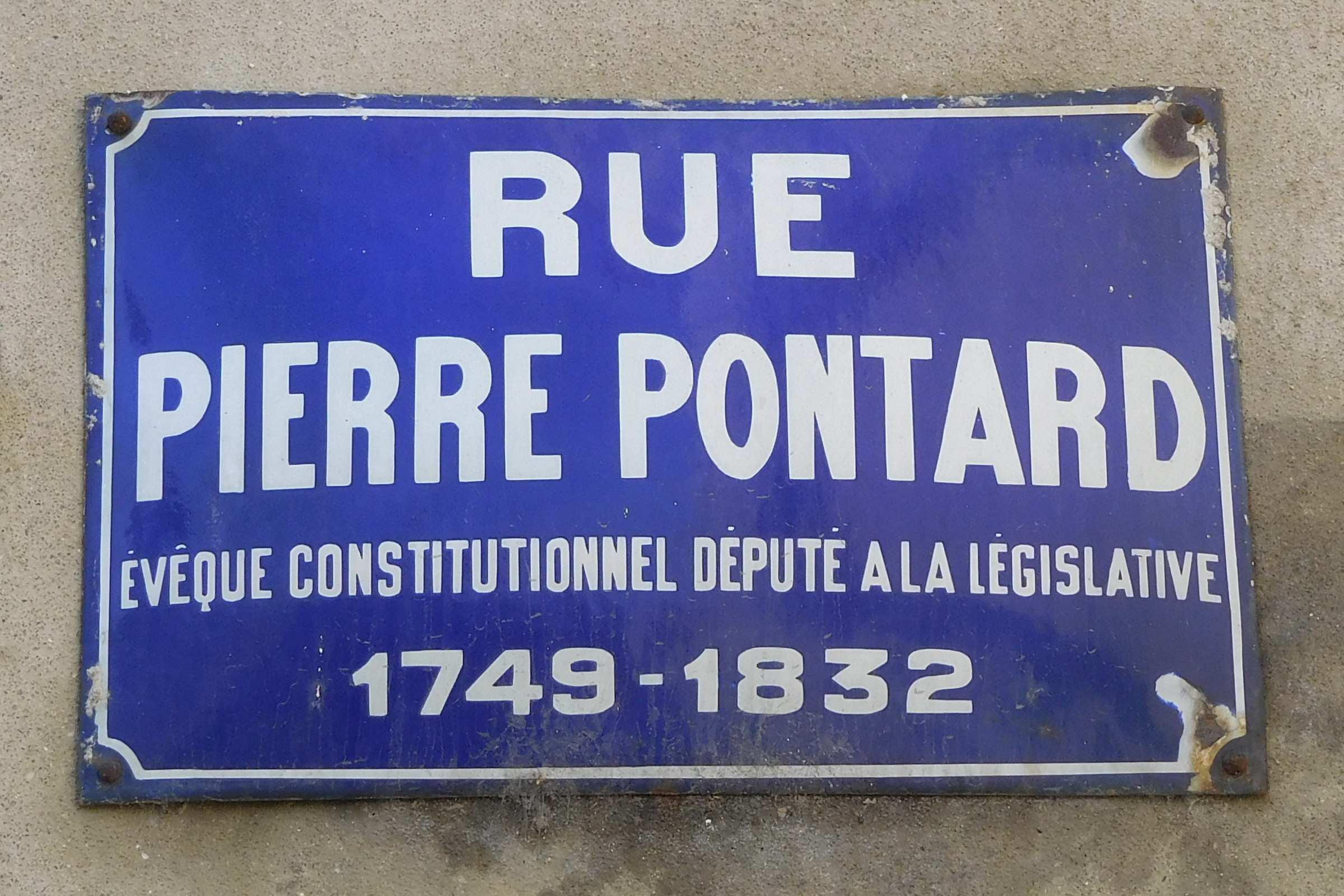
Plaque à Mussidan.

Archiprêtre de Sarlat, il est élu à l'Assemblée Constituante, en 1791 en tant qu'élu du clergé périgourdin, face à Guillaume-Antoine Delfaud, archiprêtre de Daglan. Il a été élu par la suite évêque constitutionnel de la Dordogne, en février 1791, et président de l'assemblée électorale. Il sera membre de l'Assemblée jusqu'en septembre 1792.
Épousant les idées réformatrices de la Révolution française, il est un fervent défenseur de la constitution civile du clergé. Critiquant le célibat des prêtres, il se maria et présenta sa femme à la Convention nationale le 22 septembre 1793. Il soutiendra plusieurs mesures en faveur du mariage des prêtres issus de la constitution civile du clergé.
Proche des milieux ésotériques de l'époque, il est très proche de la duchesse de Bourbon Bathilde d'Orléans, à Suzette Labrousse, Catherine Théot, et aussi Dom Gerle (que certains contemporains présentent comme rivaux). Il sera lié aux scandales qui y sont associés.
Il permettra activement à Suzette Labrousse d'être hébergée et publiée par la duchesse de Bourbon (Journal prophétique en 1792, Recueil des ouvrages de la célèbre Mlle Labrousse en 1797), et soutiendra le périple vers Rome de la prophétesse. Il se ridiculisera en la présentant à plusieurs religieux. À la mort de la prophétesse, il devient son exécuteur testamentaire, et reçoit un héritage contesté de trois mille francs. Il voit dans l'analyse de l'Apocalypse selon Saint Jean de Suzette Labrousse les preuves que la Révolution française initie une « régénération universelle ».

## Après le Directoire
Sous le Consulat, Pontard fut maître de pension à Paris, mais il dut abandonner l'idée, faute de financements. Il tomba dans la misère et fut soutenu par Bathilde d'Orléans, qui lui offrit une pension viagère à Sainte-Périne, où il passa la fin de ses jours.
On lui doit également, en 1812, Grammaire mécanique élémentaire de l'orthographe française.

## Publications
- Journal prophétique par Pierre Pontard évêque constitutionnel de la Dordogne, janvier-juin 1792, juillet-septembre 1792
- Journal de Pierre Pontard, évêque du département de la Dordogne, 1793, 2e quinzaine janvier, septembre

## Sources
1. Richard de Boysson, Le Clerge Perigourdin Pendant La Persecution Revolutionnaire, sur Google Livres
2. P.-J. Crédot, Pierre Pontard, évêque constitutionnel de la Dordogne, Delhomme et Briguet, Paris, 1893 (compte-rendu par A. Dujarric-Descombes, dans Bulletin de la Société historique et archéologique du Périgord, 1892, t. 20, p. 332-335 (lire en ligne) (compte-rendu par Albert Granger, dans Bulletin de la Société historique et archéologique du Périgord, 1953, t. 80, p. 46-48)
3. « Pierre Pontard », dans Adolphe Robert et Gaston Cougny, Dictionnaire des parlementaires français, Edgar Bourloton, 1889-1891 [détail de l’édition], Fiche sur le site de l'Assemblée nationale
4. Extrait du dictionnaire des députés Poisson Popule